# Atletismo nos Jogos Pan-Americanos de 2003 - 10000 m masculino
A prova dos dos 10000 m rasos masculino nos Jogos Pan-Americanos de 2003 foi realizada em 7 de agosto de 2003.

## Calendário
| Data        | Fase  |
| ----------- | ----- |
| 7 de agosto | Final |

## Medalhistas
| Ouro   | MEX Teodoro Vega        |
| Prata  | BRA Marílson dos Santos |
| Bronze | USA Dan Browne          |

## Recordes
Recordes mundial e pan-americano antes da disputa dos Jogos Pan-Americanos de 2003.
| Tipo                             | Atleta             | Tempo    | Local        | Data                 |
| -------------------------------- | ------------------ | -------- | ------------ | -------------------- |
|                                  | Haile Gebrselassie | 26:22.75 | Hengelo      | 1 de junho de 1998   |
| Recorde dos Jogos Pan-Americanos | Bruce Bickford     | 28:20.37 | Indianápolis | 13 de agosto de 1987 |

## Resultados
| Posição | Atleta                  | Tempo    |
| ------- | ----------------------- | -------- |
| 1       | MEX Teodoro Vega        | 28:49.38 |
| 2       | BRA Marílson dos Santos | 28:49.48 |
| 3       | USA Dan Browne          | 29:06.23 |
| 4       | MEX Pablo Olmedo        | 29:41.31 |
| 5       | VEN Luis Fonseca        | 29:42.30 |
| 6       | COL William Naranjo     | 30:13.26 |
| 7       | GUA José Amado García   | 30:26.61 |
| 8       | PAR Jorge Cabrera       | 31:40.79 |
| —       | USA Weldon Johnson      | DNF      |
| —       | CHI Mauricio Díaz       | DNS      |